# 서울대입구역
서울대입구(관악구청)역(京尔大入口(冠岳區廳)驛, Seoul National University station)은 서울특별시 관악구 봉천동에 있는 서울 지하철 2호선의 전철역이다.  인근의 주요 기관으로는 서울대학교와 관악구청이 있다. 이 역에서 서울대학교 관악캠퍼스는 약 1.8km 떨어져 있으며, 서울대학교 관악캠퍼스는 관악산역과 가까운 편이다.

## 역사
- 1983년 6월 30일: 서울대입구역으로 역명 결정[1]
- 1983년 12월 17일: 교대 ~ 서울대입구 구간 개통과 함께 영업 개시[2]
- 1984년 5월 22일: 2호선 전 구간 개통으로 중간역이 됨
- 2007년: 역사 리모델링 작업 및 스크린도어 설치

## 역 구조
1면 2선의 섬식 승강장을 가진 지하역이며,  스크린도어가 설치되어 있다. 출구는 8개이다. 승강장에서 반대방면 열차로 갈아 탈 수 있다.

### 승강장
| 낙성대 ↑    |
| \| 내 외 \| |
| ↓ 봉천      |

| 내선 순환 | ● 서울 지하철 2호선 | 신림 · 신도림 · 영등포구청 · 홍대입구 방면 |
| 외선 순환 | ● 서울 지하철 2호선 | 사당 · 교대 · 강남 · 잠실 방면             |

### 출구 폐쇄 사건
역 주변 대형 상점의 설립 과정에서 당역 직원의 독단적 불법 행위로 인해 4번 출구가 일시적으로 폐쇄되었다가, 2008년 9월부터 공사 중이었던 3번 출구와 4번 출구가 재개방되어 정상 이용이 가능하게 되었다.

## 역 주변
- 관악구민회관
- 관악구보건소
- 관악구의회
- 관악구청
- 관악문화관
- 관악문화관 도서관
- 글빛정보도서관
- 봉원중학교
- 봉천고개
- 서울봉천초등학교
- 서울관악경찰서
- 서울관악소방서
- 서울문영여자고등학교
- 서울문영여자중학교
- 서울법학원
- 서울대학교
- 서울여자상업고등학교
- 서울원당초등학교
- 서울인력은행
- 신봉초등학교
- 이스트소프트
- 중소기업은행
- 중앙동행정복지센터
- 중앙시장
- 청룡초등학교

## 이용객 변동
| 노선  | 노선   | 일평균 인원수 (명/일) | 일평균 인원수 (명/일) | 일평균 인원수 (명/일) | 일평균 인원수 (명/일) | 일평균 인원수 (명/일) | 일평균 인원수 (명/일) | 일평균 인원수 (명/일) | 일평균 인원수 (명/일) | 일평균 인원수 (명/일) | 일평균 인원수 (명/일) | 각주  |
| 노선  | 노선   | 2000년                | 2001년                | 2002년                | 2003년                | 2004년                | 2005년                | 2006년                | 2007년                | 2008년                | 2009년                | 각주  |
| ----- | ------ | --------------------- | --------------------- | --------------------- | --------------------- | --------------------- | --------------------- | --------------------- | --------------------- | --------------------- | --------------------- | ----- |
| 2호선 | 승차   | 44,595                | 44,636                | 45,734                | 46,048                | 47,648                | 47,890                | 47,852                | 49,366                | 51,257                | 53,075                | [ 4 ] |
| 2호선 | 하차   | 43,706                | 43,805                | 45,321                | 45,832                | 47,128                | 47,424                | 47,879                | 49,122                | 50,805                | 52,345                | [ 4 ] |
| 2호선 | 승하차 | 88,301                | 88,441                | 91,055                | 91,880                | 94,776                | 95,313                | 95,731                | 98,489                | 102,062               | 105,420               | [ 4 ] |
| 노선  | 노선   | 2010년                | 2011년                | 2012년                | 2013년                | 2014년                | 2015년                | 2016년                | 2017년                | 2018년                |                       | [ 4 ] |
| 2호선 | 승차   | 53,804                | 54,718                | 54,569                | 54,843                | 54,790                | 53,939                | 53,050                | 52,586                | 53,503                |                       | [ 4 ] |
| 2호선 | 하차   | 52,554                | 53,141                | 52,966                | 53,467                | 53,772                | 52,932                | 51,941                | 51,537                | 51,827                |                       | [ 4 ] |
| 2호선 | 승하차 | 106,358               | 107,859               | 107,535               | 108,310               | 108,562               | 106,871               | 104,991               | 104,393               | 105,330               |                       | [ 4 ] |

## 인접한 역
| 서울 지하철 2호선 을지로순환선 | 서울 지하철 2호선 을지로순환선 | 서울 지하철 2호선 을지로순환선 |
| ------------------------------ | ------------------------------ | ------------------------------ |
| 227 낙성대 외선 순환           | ● 서울 지하철 2호선            | 229 봉천 내선 순환             |

## 사진

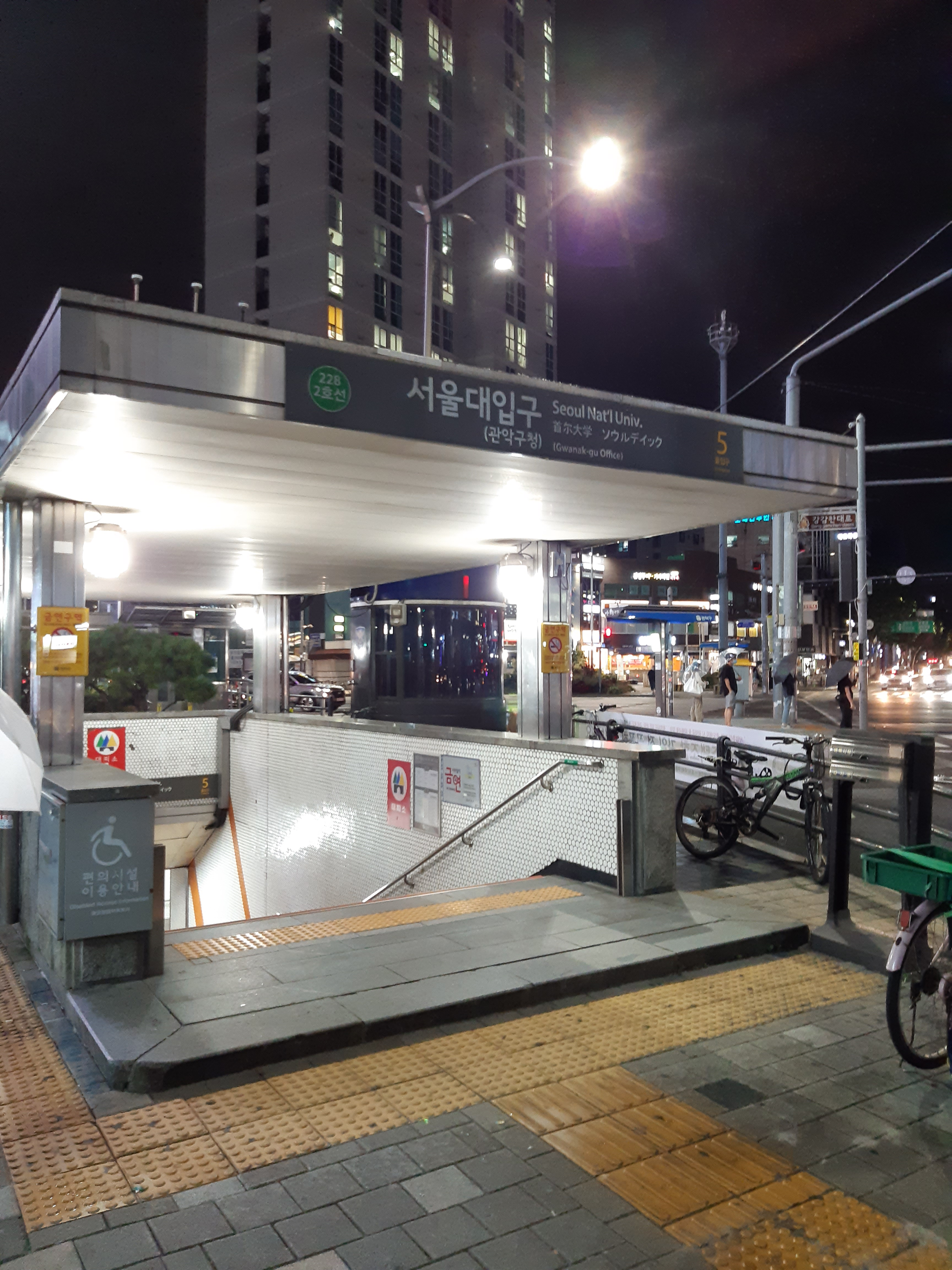
5번 출구
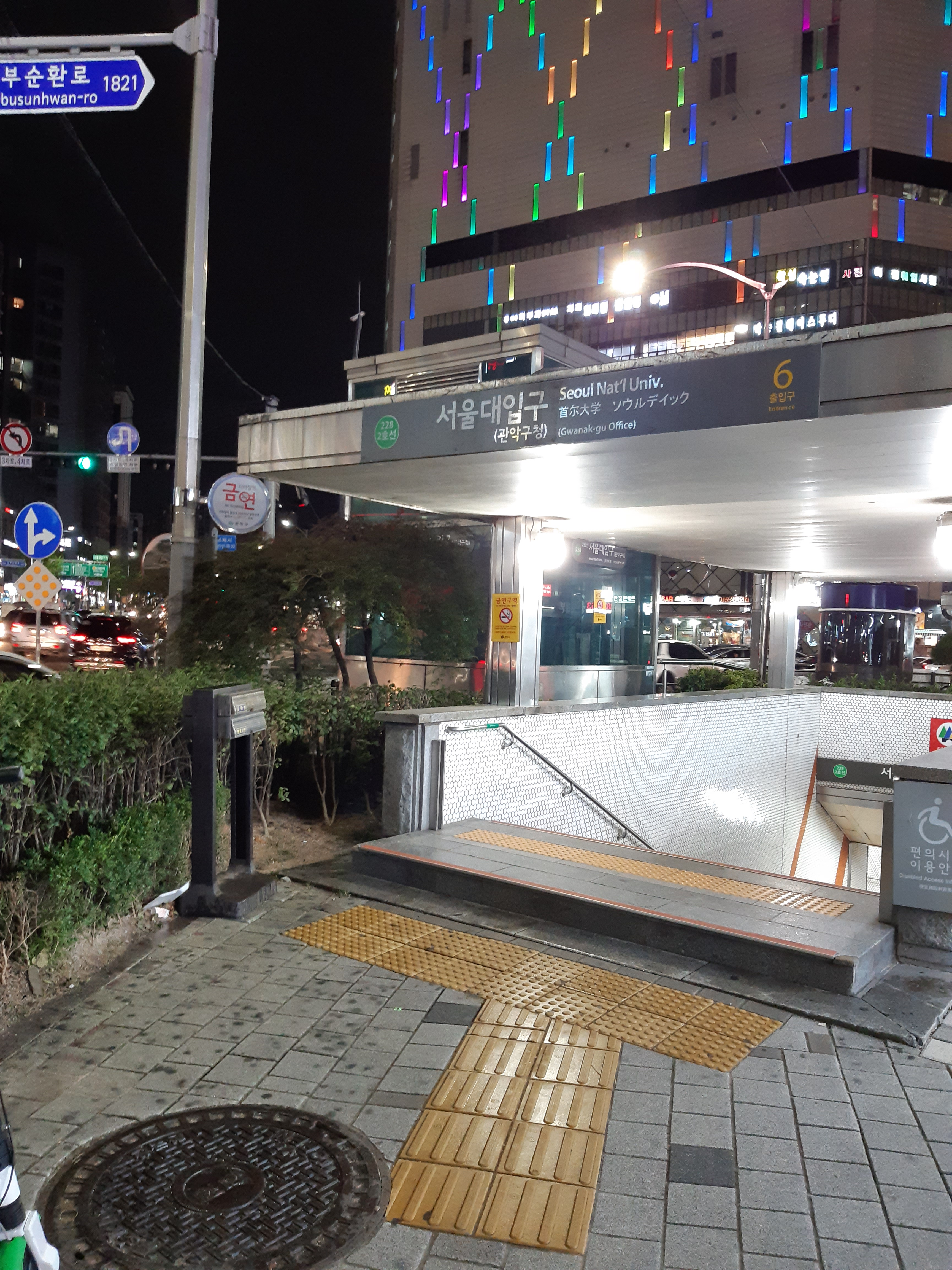
6번 출구
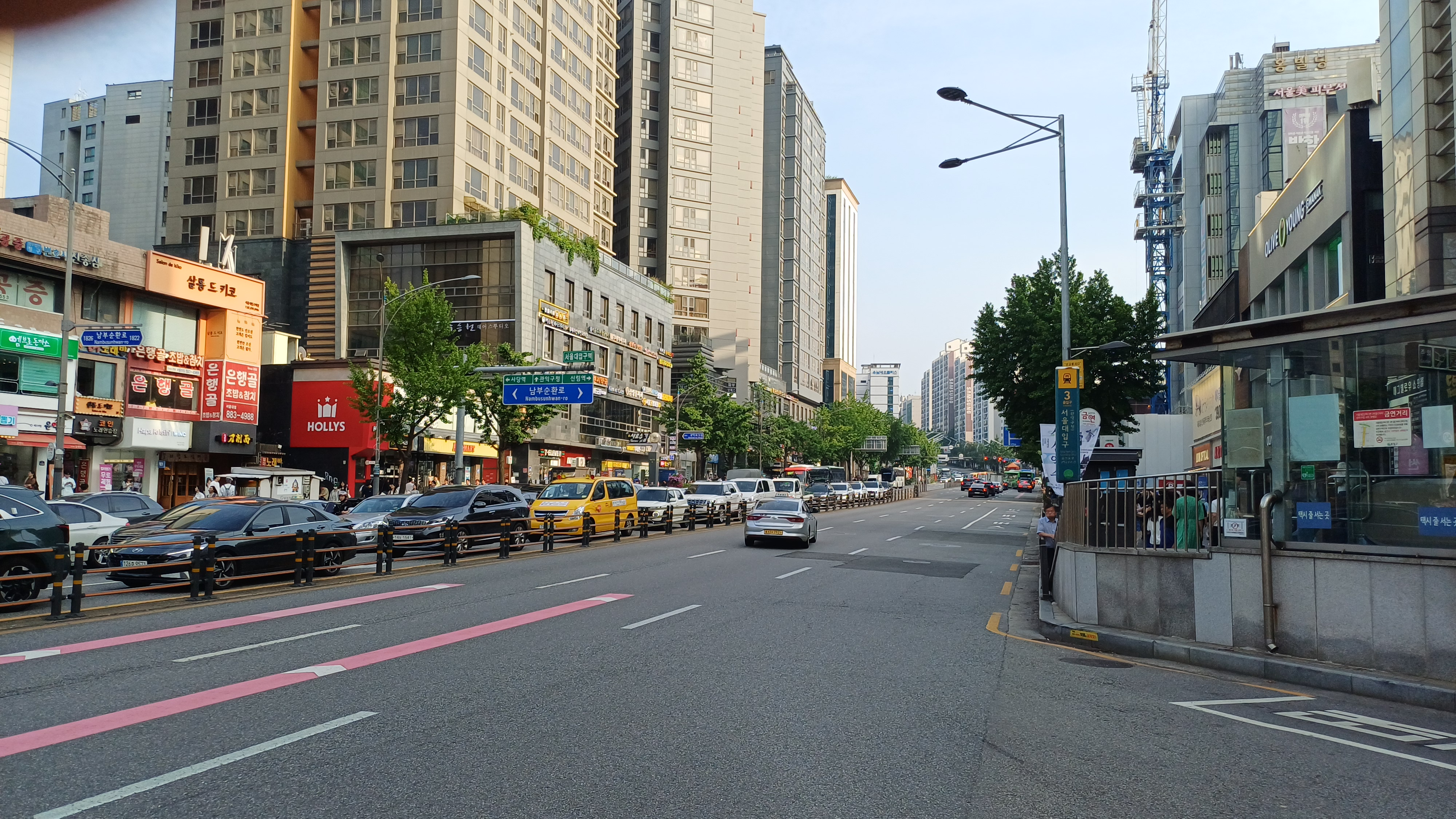
3번출구
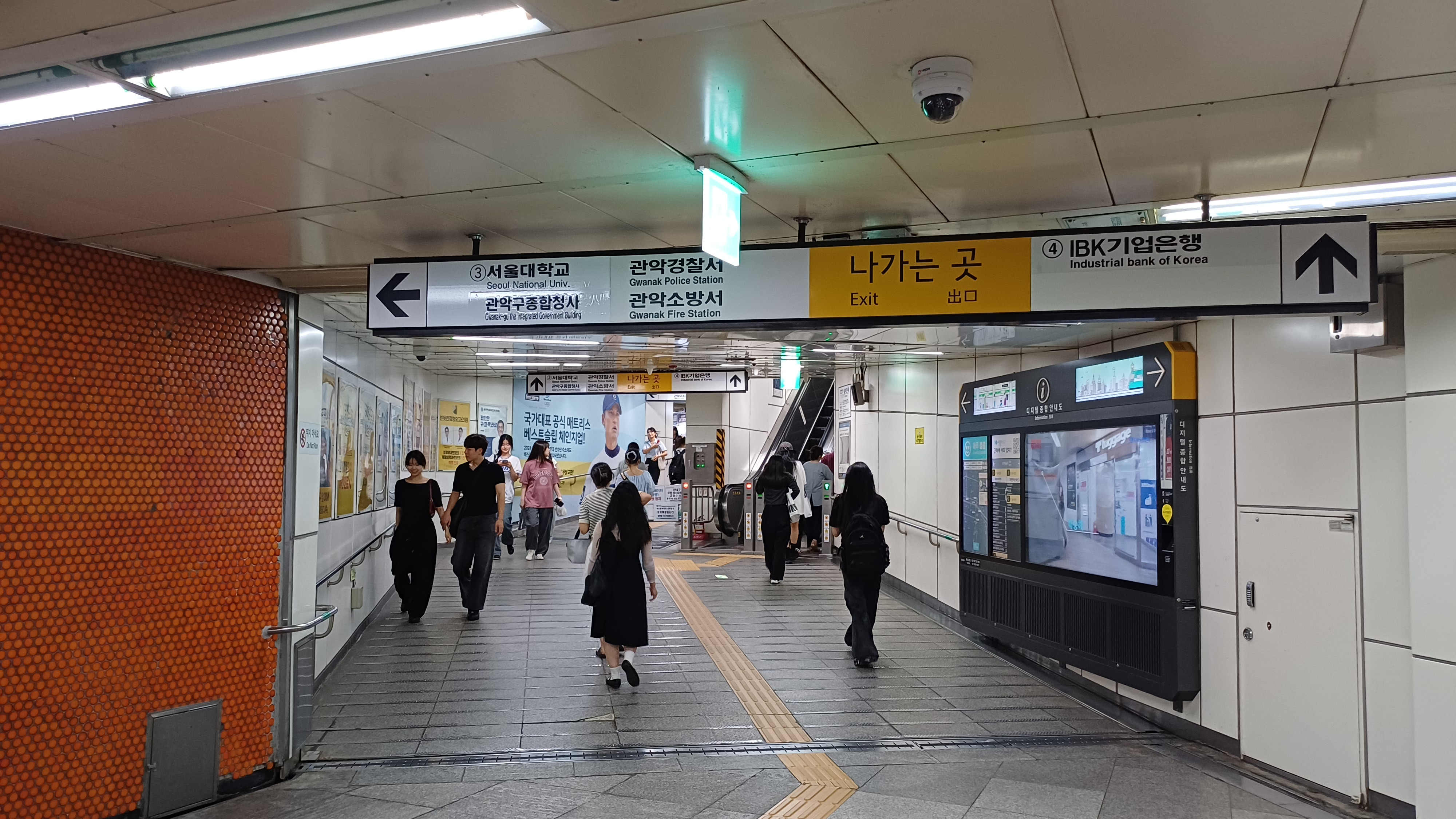
3번출구 방향(관악구청 -> 관악종합청사로 수정됨)